# Capparis floribunda
Capparis floribunda är en kaprisväxtart som beskrevs av Robert Wight. Capparis floribunda ingår i släktet Capparis och familjen kaprisväxter. Utöver nominatformen finns också underarten C. f. induta.

## Bildgalleri

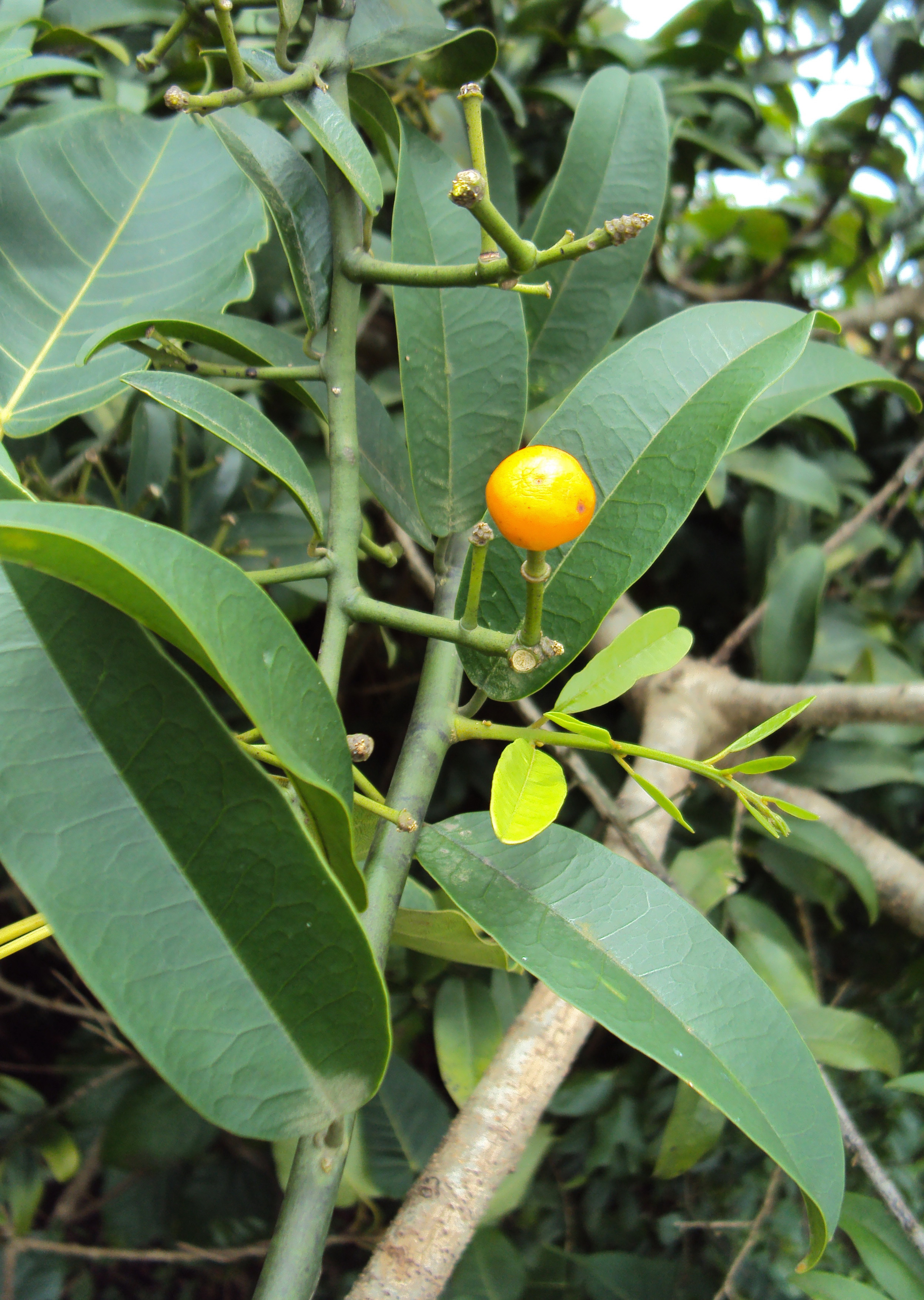
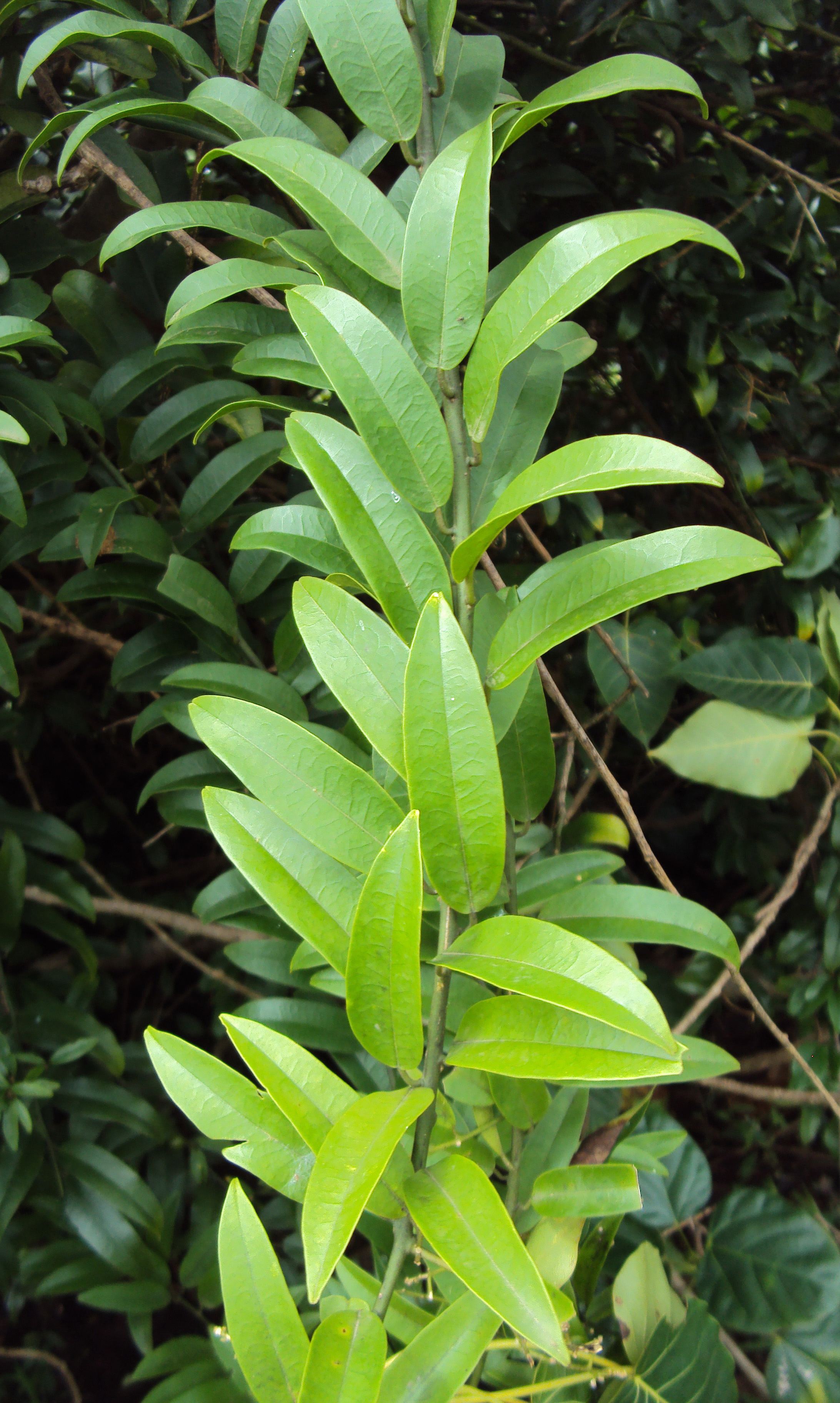
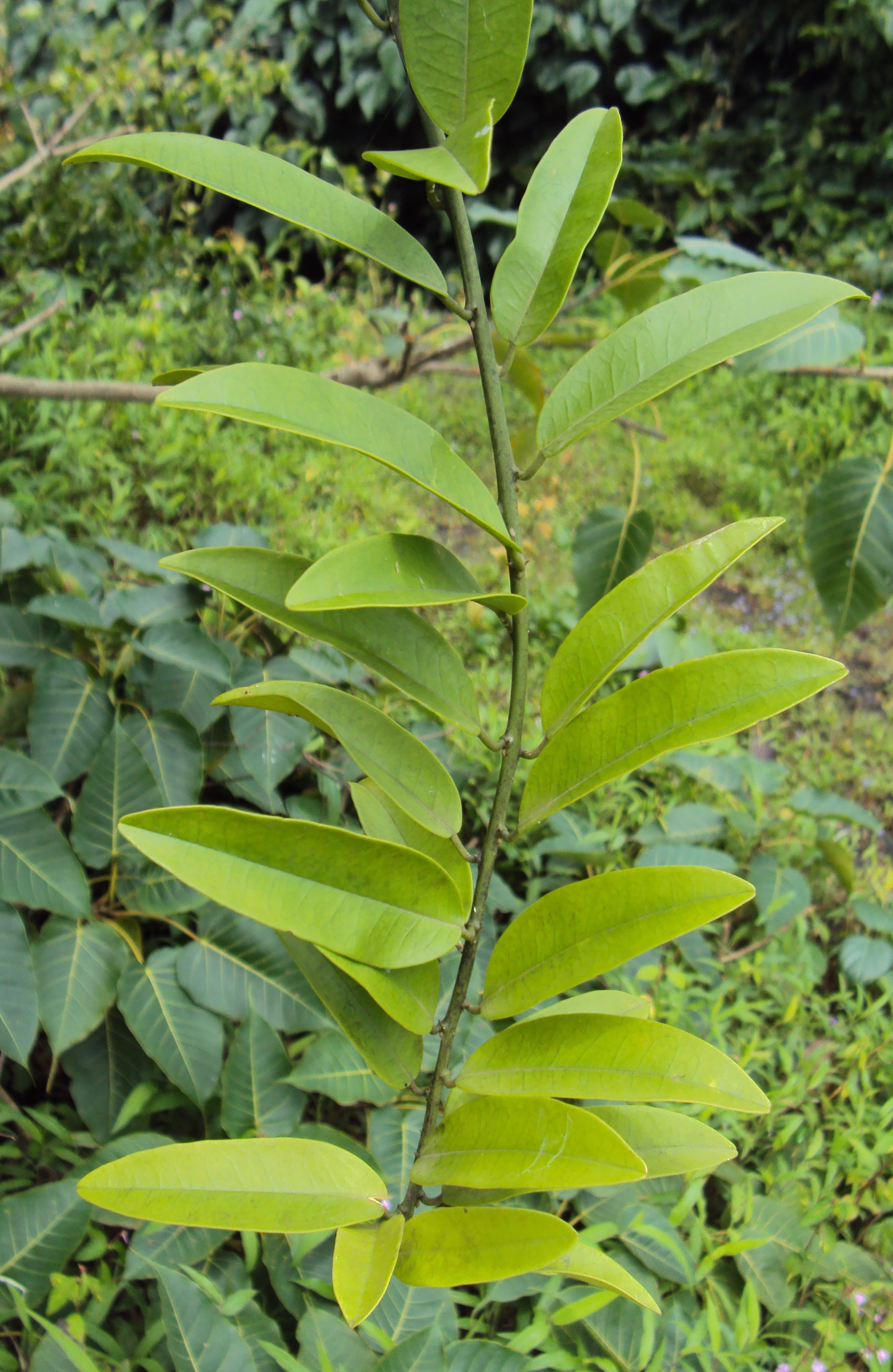
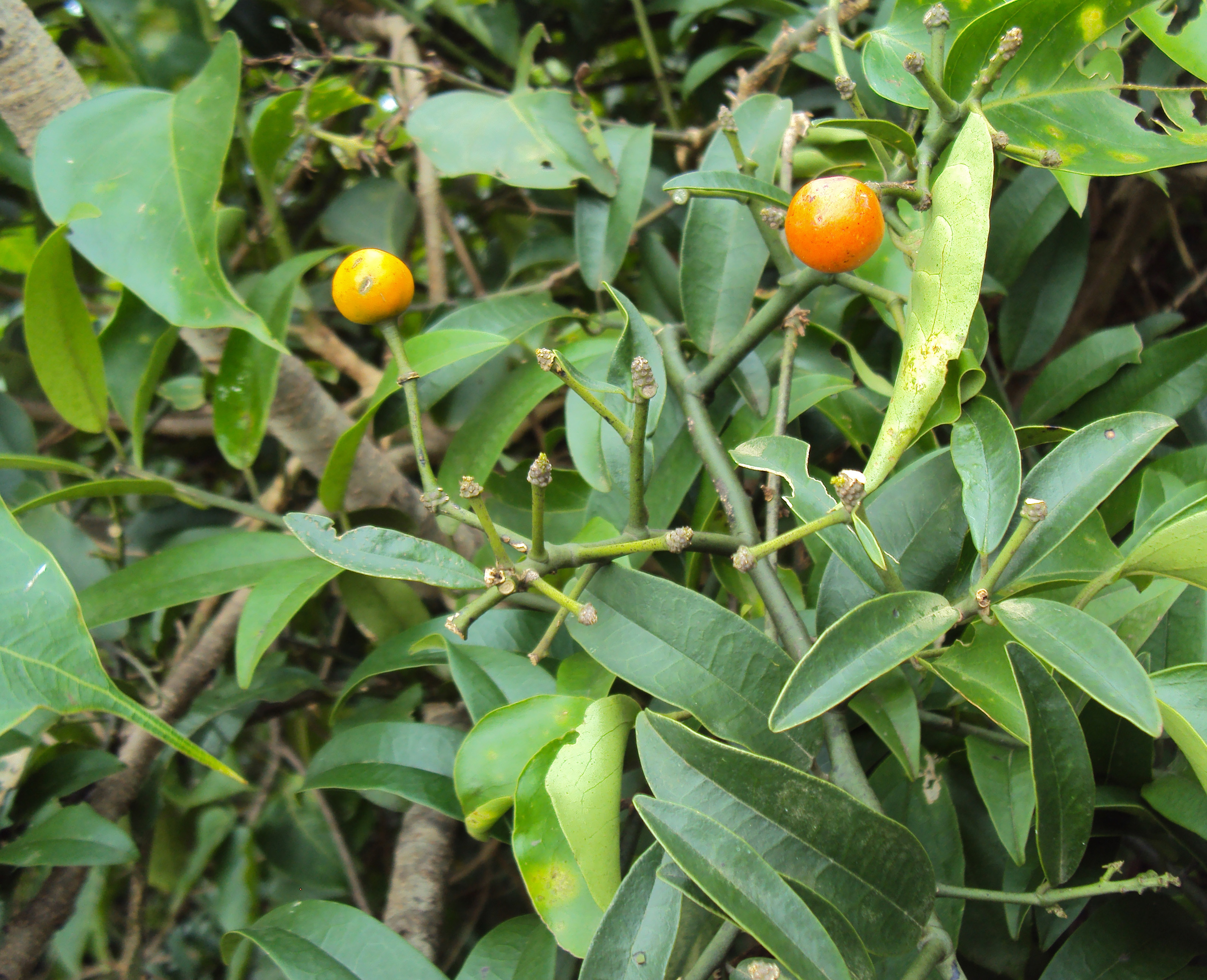
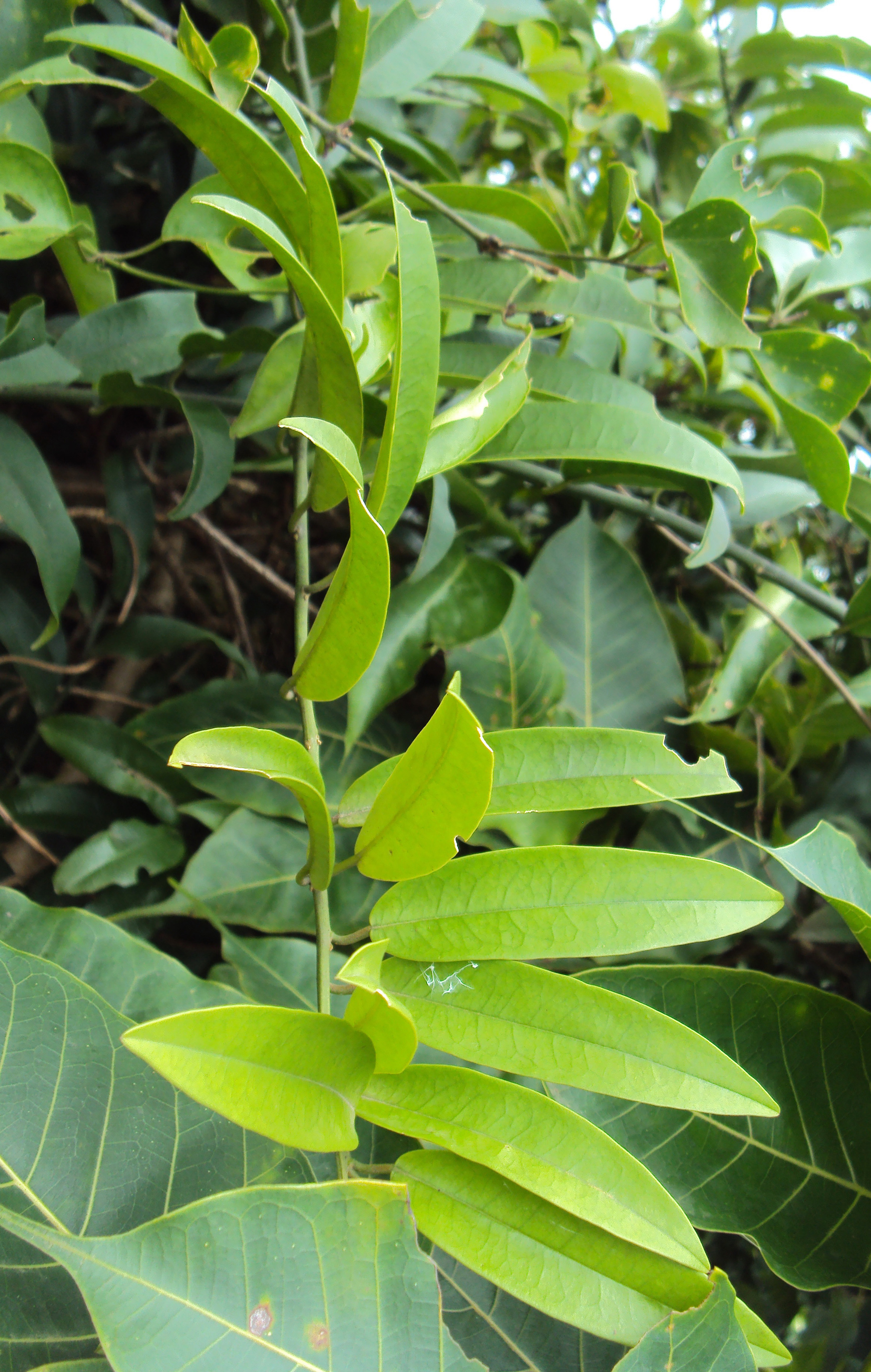
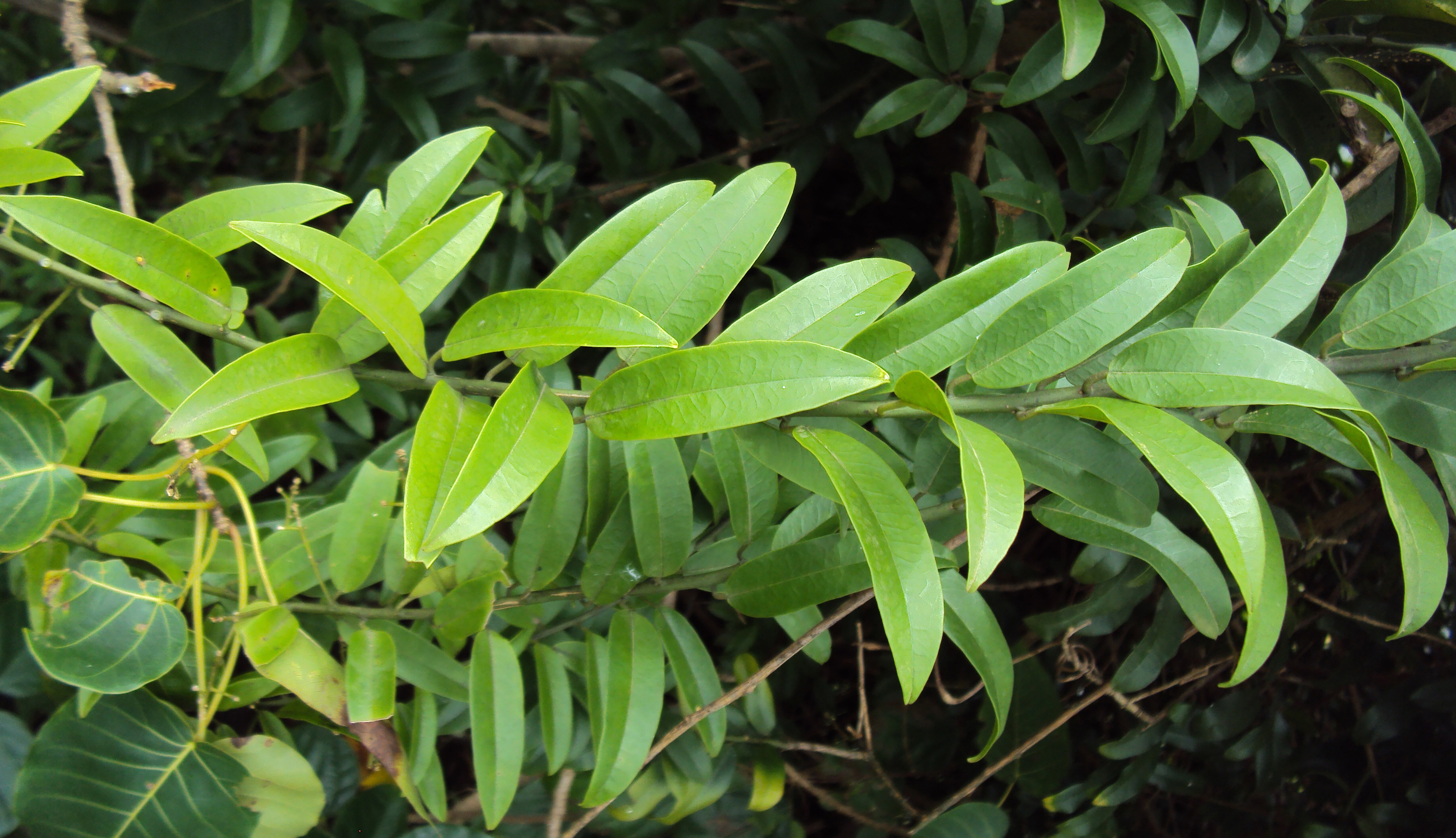